# Blenina subterminalis
Blenina subterminalis är en fjärilsart som beskrevs av Louis Beethoven Prout 1928. Blenina subterminalis ingår i släktet Blenina och familjen trågspinnare. Inga underarter finns listade i Catalogue of Life.